# 普瓦德菲奥勒
普瓦德菲奥勒（法語：Poids-de-Fiole，法語發音：[pwa də fjɔl]）是法国汝拉省的一个市镇，位于该省中南部，属于隆斯勒索涅区。

## 地理
普瓦德菲奥勒（46°35'45"N, 5°37'48"E）面积6.49 平方千米，位于法国勃艮第-弗朗什-孔泰大區汝拉省，该省份为法国东部内陆省份，北起上索恩省，西北接科多尔省，西临索恩-卢瓦尔省，南至安省，东与杜省和瑞士接壤。
与普瓦德菲奥勒接壤的市镇（或旧市镇、城区）包括：勒维尼、阿列兹、马尔内济亚、诺尼亚、圣莫尔、栋皮埃尔叙蒙。

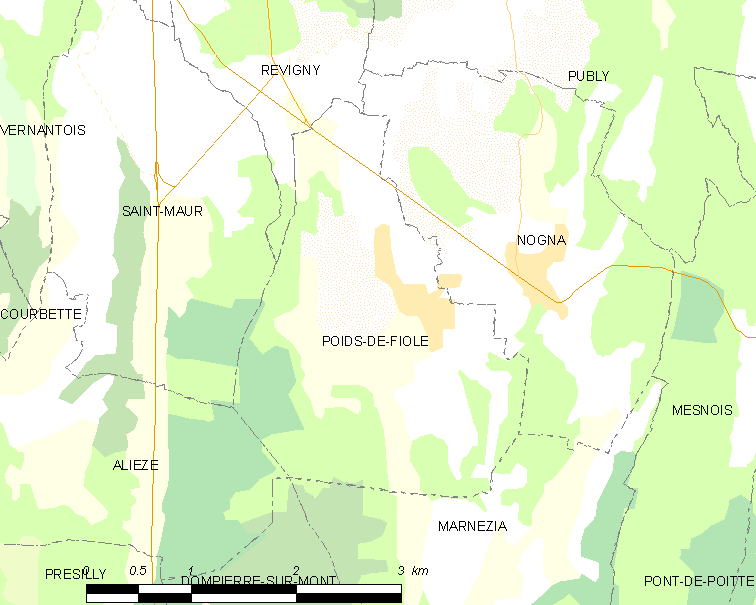
普瓦德菲奥勒的OSM定位图

普瓦德菲奥勒的时区为UTC+01:00、UTC+02:00（夏令时）。

## 行政
普瓦德菲奥勒的邮政编码为39570，INSEE市镇编码为39431。

## 政治
普瓦德菲奥勒所属的省级选区为波利尼县。

## 人口

1962-2008年间普瓦德菲奥勒人口变化图示

普瓦德菲奥勒于2022年1月1日时的人口数量为329人。